# 平出英夫
平出 英夫（ひらいで ひでお、1896年〈明治29年〉2月9日 - 1948年〈昭和23年〉12月15日）は、大日本帝国海軍の軍人。最終階級は海軍少将。

## 経歴
平出利根次郎の長男として青森県上北郡三沢村（現在の三沢市）に生まれ、5歳の時に伯父の平出栄太郎、京の養子となる。祖父は旧斗南藩士の平出久矢。1902年（明治35年）養父の赴任先である舞鶴に移住し、のち長崎に移り佐世保大村中学校を卒業する。
1917年（大正6年）海軍兵学校第45期を卒業 、1924年（大正13年）海軍大学校選科、東京外国語大学を経て、1926年（大正15年）フランスに駐在。
1929年（昭和4年）練習艦隊副官、1936年駐伊武官を経て、在職中の1938年大佐に進級。1940年帰国。帰国後大本営海軍部報道課長に就任。1941年には内閣情報局にあり、時局講演会「高度国防国家建設と音楽の効用」において述べた「音楽は軍需品なり」という言葉は、「名言」として当時の様々なメディアに取り上げられ、講演の速記録が出版されるなどした。
1943年7月軍令部課長を経て、同年12月駐比武官に就任した。翌年5月在職中に少将に進級。同年11月軍令部出仕。1945年8月北海軍需監督部第三部長に就任。間もなく終戦を迎えた。同年9月、予備役に編入された。戦後は郷里の三沢に戻った。のち、公職追放となり、追放中の1948年死去。（死去後の1952年追放解除）

## 著作
- 『ソロモン海上決戦』興亜日本社、1943年。